# تروو ۵۹۲۴
سیارک ۵۹۲۴ (به انگلیسی: 5924 Teruo، نامگذاری:1994CH1) پنج هزار و نهصد و بیست و چهارمین سیارک کشف شده‌است که در ۷ فوریه ۱۹۹۴ کشف شد.
قدر مطلق سیارک برابر ۱۳٫۰۰ است.